# Pattinaggio di velocità ai V Giochi olimpici invernali
Le competizioni di pattinaggio di velocità ai V Giochi olimpici invernali si sono svolte nei giorni dal 31 gennaio  al 3 febbraio 1948 sulla pista del Badrutts-Park di Sankt Moritz.
Come a Garmisch-Partenkirchen 1936 si sono svolti 4 eventi.

## Calendario
| Pattinaggio di velocità ai V Giochi olimpici invernali | Pattinaggio di velocità ai V Giochi olimpici invernali | Pattinaggio di velocità ai V Giochi olimpici invernali | Pattinaggio di velocità ai V Giochi olimpici invernali | Pattinaggio di velocità ai V Giochi olimpici invernali | Pattinaggio di velocità ai V Giochi olimpici invernali | Pattinaggio di velocità ai V Giochi olimpici invernali | Pattinaggio di velocità ai V Giochi olimpici invernali | Pattinaggio di velocità ai V Giochi olimpici invernali | Pattinaggio di velocità ai V Giochi olimpici invernali | Pattinaggio di velocità ai V Giochi olimpici invernali |
| Eventi / Giorni                                        | Gennaio/Febbraio 1948                                  | Gennaio/Febbraio 1948                                  | Gennaio/Febbraio 1948                                  | Gennaio/Febbraio 1948                                  | Gennaio/Febbraio 1948                                  | Gennaio/Febbraio 1948                                  | Gennaio/Febbraio 1948                                  | Gennaio/Febbraio 1948                                  | Gennaio/Febbraio 1948                                  | Gennaio/Febbraio 1948                                  |
| Eventi / Giorni                                        | 30                                                     | 31                                                     | 1                                                      | 2                                                      | 3                                                      | 4                                                      | 5                                                      | 6                                                      | 7                                                      | 8                                                      |
| ------------------------------------------------------ | ------------------------------------------------------ | ------------------------------------------------------ | ------------------------------------------------------ | ------------------------------------------------------ | ------------------------------------------------------ | ------------------------------------------------------ | ------------------------------------------------------ | ------------------------------------------------------ | ------------------------------------------------------ | ------------------------------------------------------ |
| 500 metri                                              |                                                        | Finale                                                 |                                                        |                                                        |                                                        |                                                        |                                                        |                                                        |                                                        |                                                        |
| 1500 metri                                             |                                                        |                                                        |                                                        | Finale                                                 |                                                        |                                                        |                                                        |                                                        |                                                        |                                                        |
| 5000 metri                                             |                                                        |                                                        | Finale                                                 |                                                        |                                                        |                                                        |                                                        |                                                        |                                                        |                                                        |
| 10000 metri                                            |                                                        |                                                        |                                                        |                                                        | Finale                                                 |                                                        |                                                        |                                                        |                                                        |                                                        |

## Podi
| Evento             | Oro            | Perform. | Argento                                             | Perform. | Bronzo        | Perform. |
| 500 m (dettagli)   | Finn Helgesen  | 43"1     | Kenneth Bartholomew Thomas Byberg Robert Fitzgerald | 43"2     | -             | -        |
| 1500 m (dettagli)  | Sverre Farstad | 2'17"6   | Åke Seyffarth                                       | 2'18"1   | Odd Lundberg  | 2'18"9   |
| 5000 m (dettagli)  | Reidar Liaklev | 8'29"4   | Odd Lundberg                                        | 8'32"7   | Göthe Hedlund | 8'34"8   |
| 10000 m (dettagli) | Åke Seyffarth  | 17'26"3  | Lauri Parkkinen                                     | 17'36"0  | Pentti Lammio | 17'42"7  |

## Medagliere
| Posizione | Paese       |   |   |   | Totale |
| --------- | ----------- | - | - | - | ------ |
| 1         | Norvegia    | 3 | 2 | 1 | 6      |
| 2         | Svezia      | 1 | 1 | 1 | 3      |
| 3         | Finlandia   | 0 | 1 | 1 | 2      |
| 4         | Stati Uniti | 0 | 2 | 0 | 2      |
| Totale    | Totale      | 4 | 6 | 3 | 13     |